# Iñaki Descarga
Iñaki Descarga Retegui (ur. 25 sierpnia 1976 w Irun) – hiszpański piłkarz grający na pozycji obrońcy.

## Kariera klubowa
Descarga swoją karierę rozpoczynał w Realu Unión. Swój pierwszy zawodowy kontrakt podpisał jednak z CA Osasuna w 1996 roku. Przez trzy sezony (1996–1999) spędzone w Osasunie występował głównie w rezerwach, a w pierwszej drużynie wystąpił dziewięć razy. W sezonie 1999/2000 był już zawodnikiem SD Eibar. W 2000 roku trafił do Levante UD. W klubie tym zadebiutował w Primera División. Miało to miejsce 13 listopada 2004 w przegranym 0:1 przez Levante UD meczu z Deportivo La Coruña. 1 grudnia 2007 w trakcie spotkania z Getafe CF omal nie zginął na boisku. Z impetem zderzył się głową z rywalem i stracił przytomność. Upadł na murawę, kolejny raz uderzając się w głowę, a po chwili przestał oddychać. Został odwieziony do szpitala, gdzie odzyskał przytomność. Od lipca 2008 roku był zawodnikiem Legii Warszawa. W nowym klubie zadebiutował 2 września w zremisowanym 1:1 meczu Pucharu Ekstraklasy z Polonią Warszawa. W lidze pierwszy występ zaliczył 13 września, kiedy to zagrał w wygranym 2:0 spotkaniu z Arką Gdynia.